# MiG-37 (架空の軍用機)
MiG-37(MiG-37B "Ferret-E")とは、アメリカの模型メーカー、テスター(Testor)社(英語版)が創作し、同社およびイタリアの模型メーカーであるイタレリ(Italeri)社が共同で販売したプラスチックモデルキットの商品名であり、実際には存在しない航空機の形式番号である。

## 概要
1986年、アメリカ合衆国イリノイ州に本拠をおく模型メーカー、テスター（Testor）社(英語版)が同社のデザイナーによって創作して発売し、アメリカを始めとした世界各国でヒット商品となったプラスチックモデルキット、『F-19 Stealth Fighter』の成功を受けて、1987年に発売したプラスチック製組み立て式スケールモデルキットであり、名称・外形デザイン・設定性能等、全ては完全な創作の存在である。 
設定としては「アメリカのステルス戦闘機であるF-19に対抗してソビエトで開発されたステルス戦闘機」となっているが、『MiG-37』の発売当時に実際に“ソビエト（当時）で開発されていたステルス性を持つ戦闘機”としては「I-90(英語版)」や「MFI」の計画名称で開発計画が進められていたものが存在するものの、このモデルキットに相当するステルス戦闘機の実機が開発されていたという確たる証拠はない。現実に開発が進められていた機体である"MiG 1.42"設計案も、『MiG-37』とは外形も性能も全く異なるものである。
なお、2021年現在、ミコヤン・グレヴィッチ設計局（現：公開株式会社「ロシア航空機製作会社『MiG』）が実際に開発した「MiG-**」の型式番号で呼ばれる戦闘機の最新のものはMiG-41（NATOコード未付与）であるが、MiG-41からMiG-35“Fulcrum-F”の間には番号の割り振られた機体はなく、"MiG-37"は未だ実機は存在していない。将来実際に「MiG-37」という型式番号の機体が登場する可能性はあるが、2021年現在のところは未定である。

## 経緯
1980年代半ば、アメリカ空軍が極秘に開発、配備しているという“ステルス戦闘機”として「F-19」という機体の存在が話題となり、話題に便乗する形でテスター社は『F-19 Stealth Fighter』なるプラモデルを1986年に発売した。この商品はマスメディアが大きく採り上げたこともあり、アメリカ国内で大ヒットとなったばかりでなく同社と提携していたイタリアの模型メーカーであるイタレリ(Italeri)社からも同社ブランドの製品として発売され、日本を始めとした世界各国でも販売されて世界的ヒット製品となった。
F-19の大ヒットを受け、翌1987年、テスター社は『MiG-37B 'ferret-E'』と銘打った架空機のモデルキットを発売した。
このモデルの外形は
- 直線主体で構成されており、機体の軸線に並行／垂直なラインがほとんど無い
- 水平尾翼を持たず、外側に斜めに傾斜した垂直尾翼を持つ

等、“本来の”ステルス機の機体形状を捉えており、それも翌年1988年11月に公表されたF-117よりは、1985年に開始されて1986年よりに開発計画が進められていた“ATF（先進戦術戦闘機）”の計画機であるYF-22やYF-23に近いデザインとなっていた。模型はおろか軍事専門誌や航空雑誌等でもこのように“正しい”ステルス機の形状が発表されたものは本モデルよりも先にはなく、本モデルは事実上“世界で最初に“正確なステルス機”の外形を考察し得た存在”となっている。
これらの点において、『MiG-37B 'Ferret-E'』は当時の航空常識を超えた先進的なモデルであったが、当時はまだYF-22もYF-23も実機が完成していない上に詳細が公表されておらず、“ステルス機の機体形状は曲線主体で構成されている”という認識が強かったため、航空ファンや航空模型愛好家には「このような形状で高いステルス性が発揮されるとは考えられない」と不評で、『F-19 Stealth Fighter』のようなヒット商品になることはなく、メディアで話題になることもなかった。

## 製品について
MiG-37のモデルキットは1987年に発売された1/48スケールのものに次いで1988年にイタレリ社より1/72スケールのものも発売されており、1/48、1/72の両スケールで模型化されている。また、1/72スケールのモデルはイタレリ社のOEM製品としてチェコの模型メーカーであるBilek社およびロシアの模型メーカーであるModelist社からも発売されている。日本においてはイタレリ社の日本での提携企業である田宮模型(TAMIYA)が輸入・販売を担当した。
テスター社版、イタレリ社版共に一旦は廃盤となったものの、イタレリ社版の1/72スケールの製品は以後も不定期に再生産されている。
なお、この『MiG-37』のデザインは1987年にテスター社によりアメリカ合衆国の特許が出願されている。

### 設定
既に述べたように"MiG-37B Ferret-E"なる戦闘機は実在しておらず、機体の開発経緯や性能等は架空のもので、デザインも開発 / 発売元のテスター社で前作『F-19 Stealth Fighter』を手掛けたデザイナー、ジョン・アンドリュース(John Andrews)によるものである。
モデルキットの組み立て説明書には以下のように記載されている。
MiG-37は総じて“F-19と同様のコンセプトと設計思想で開発・設計された機体”という設定で、開発にあたっての運用思想（空対空戦闘ではなく地上目標への攻撃を主任務とする）や搭載する兵装（対地攻撃兵装が主体で、対戦闘機用の空対空ミサイルは搭載しない）などはF-19に準じたものとなっている。
槍の穂先のような細長い全翼形デルタ翼機のデザインであった『F-19 Stealth Fighter』とは異なり、MiG-37は同様に平面的ながらも主翼が胴体部と一体化はしていない、より通常の航空機に近いデザインとなっている。尾翼は垂直 / 水平に分かれておらず、双尾翼が外側に傾斜したV字翼形式のデザインで、排気ノズルは外部に露出せず、高温の排気は排気口周囲をスリット状の外板で囲んで流入させた外気と混合した後に排出して温度を下げ、赤外線放射を低減させるものとされている。
機体中央部下面、主翼後縁の付近に左右に別れた主脚収納部があり、脚収納部の前後には兵装庫がある。モデルでは前方の兵装庫に多面体形状の爆弾（キットの説明書には「Stealth Treatment Nuclear Weapon」、“ステルス処理核爆弾”とある）、後方の兵装庫には二連のパイロンに架装されたR-60（AA-8）に似た形状のミサイル（説明書によれば「anti-radiation missiles」、“対レーダーミサイル”となっている）が収容される。着陸脚はMiG-23のものが流用されているとされており、これは設計と生産を簡素化することと、配備運用にあたりスペアパーツの供給を容易にするため、と解説されている。
なお、『MiG-37B "Ferret-E"』との製品名であるが、B型以外のバリエーションや"Ferret -A / -B / -C / -D"のNATOコードネームの与えられた機種が存在するかについて（の設定）はモデルキットの解説では全く触れられていない。ただし、組立説明書の塗装 / マーキング例には"MiG-37B Winter Scheme"の名称でガルグレイとフラットホワイトの2色塗り分けの塗装例が掲載されており、その中で「Camera window decals Used on photo recon version only.」（“カメラ窓のデカールは写真偵察型のみに使用します”）との指示がなされている（貼付場所は機首下面の左右部分が指定されている）デカールがあることから、機首に偵察用機材を備える写真偵察機型が存在するという設定となっていることがわかる。

## “ステルス機”としての実在性について
前述のように「ステルス機の機体形状は曲線主体で構成されているものであり、このような形状で高いステルス性が発揮されるとは考えられない」とされたMiG-37の直線的なデザインの理由は、製品の説明書にある一連の解説（「TECHNICAL NOTE」の項目名で記述されている）によれば以下のように述べられている。
この解説（設定）によれば、MiG-37が直線的な機体形状となっているのは、当時のソビエトでは複合材料の製造技術がアメリカに劣っていたため、ステルスとして最適な曲線的な機体形状を実現できず、簡素化した機体形状となった、となっている。
本モデルの発売後、F-117の公表により、直線を多用した機体形状はむしろ実際のステルス機に即していることが明らかになった。また、「機体が複数の平面の組み合わせにより直線的に構成されている理由」についても、F-117がそのような形状である理由（曲面構成が理想だが、当時のコンピュータの能力ではレーダー反射率を曲面で計算するには能力的に無理があり、その当時のコンピュータで計算が容易な角ばった機体形状として妥協した）とは異なるものの、「技術的限界により妥協して簡素化した機体形状となった」という点では合致していた。「この機体形状では高いステルス性は発揮されないであろう」と考えられていた本モデルキットは、予想に反してステルス航空機の実態を捉えていたのである。
だが、アメリカ国防総省とアメリカ空軍が公式にステルス戦闘機の開発と配備を認めてF-117の存在と実機を公表したのは本モデルキットの発売された翌年である1988年11月のことであり、これ以前にステルス戦闘機の開発・運用に関わっているアメリカ空軍と担当航空機メーカーの一部の関係者以外が正確な情報を知り得るとは考え難いため、『MiG-37』の開発・発売時期からして、テスター社が当時極秘中の極秘であった実際のステルス戦闘機の詳細を知る手段があったとも考え難いことから、これらの一致は単なる偶然とすることが妥当であろう。
しかし、冷戦当時はコンコルドに対するTu-144のように、ソビエトは西側の新技術をそっくり真似するというイメージが強く、「ステルス戦闘機 F-19の機体形状は曲線主体で構成されている」が正しいと考えられていたならば、“ソビエトのステルス機”を製品化するのであれば、「技術的に不可能であるため」に曲線的なデザインではなくとも既に製品化したF-19に似通った形状にする方が自然で、フィクションとしての説得力もある。テスター社がMiG-37をF-19とは全く異なるデザインとした理由について、「このような形状では十分なステルス性が発揮されないだろう」と受け止められていた際には、航空模型愛好家の間で「F-19の大ヒットに気を良くしたテスター社が、自称“情報筋”から持ち込まれた「ソビエトの機密情報」を買い取り、虚偽の情報とは知らずにそのまま製品化した」という説があったが、F-117の公表後に航空機のステルス性についての理解が改まると「なぜMiG-37のモデルキットはF-19とは全く異なる“正しい”ステルス機の形状であったのか」という点について様々な憶測がなされることになった。
その理由として語られたものとしては
- テスター社は独自の情報源からアメリカのステルス戦闘機開発計画の全容を掴んでいた
- F-19(F-117)の実態を知る人物から“実際のステルス機のデザインはF-19の模型とは全く異なっている”という情報を何らかの形でリークされ、それを基にリークの事実を隠すために敢えてソビエト機という形でリメイクを行った
- アメリカ軍およびアメリカ政府の情報関係部門が、「軍関係者以外には“正しい”ステルス機の機体形状についてどの程度認識されているか」を把握するため、模型メーカーに情報をリークし、反応を探った

といったものがあるが、2020年現在、いずれの説にも根拠や論証となるものが乏しく、確たる論拠はない。
なお、テスター社およびジョン・アンドリュースが1985年にデザインした『F-19 Stealth Fighter』の機体形状は実在するものとは全く異なってはいたものの、本モデルが発売された1987年の時点であれば既にメディアに掲載された「“ステルス機”についての解説」の中には“アメリカ軍が極秘開発中のステルス戦闘機”についてほぼ実態を捉えたものもあり、前作の『F-19 Stealth Fighter』をデザインした後にテスター社とアンドリュースがメディアその他で語られた“ステルス機”についての新たな情報をMiG-37のデザインに反映させたのであれば、アメリカ軍による情報公開以前に巷に流布している情報のみから“正しい”ステルス機を創作できたとしてもさほどの不思議はない、とは言える。

## 登場作品
- 『成恵の世界』（角川書店） - 丸川トモヒロによるSF漫画。地球の軍事兵器として登場。同作品中には他にF-19や（Y）F-23も登場する。単行本12巻の巻末解説によれば「MiG-31と同様の脳波コントロールシステムを備えている」とあるが、これは "脳波コントロール" の語から見て、実在のMiG-31“フォックスハウンド”のほうではなく、映画『ファイヤーフォックス』のMiG-31“ファイヤーフォックス”のほうを指していると考えられる。